# Водосховище над Моравкою
Водосховище над Моравкою — водосховище на річці Моравка, поблизу однойменного села в  Моравсько-Сілезьких Бескидах, побудована в 1960-х роках. Водосховище розташоване на південний схід від міста Фрідек-Містек на висоті близько 500 метрів над рівнем моря. Водосховище використовується для збору питної води та запобігає паводкам. У 1997 році дамбу було пошкоджено паводком, її довелося капітально відремонтувати. Наразі вона знову в роботі. Тут заборонено купатися і ловити рибу, можливість відпочинку на прилеглій території також обмежена великою санітарною зоною. В рамках реконструкції побудовано новий обхідний тунель (3х3,5 м) на правому схилі довжиною 386 м та дренажний тунель на лівому схилі довжиною 109 м.

## Історія
Будівництво об'єкта велося в 1960-х роках. На відміну від звичайних рішень, де водонепроникне ядро виконано з глиняного матеріалу, тут використано незвичайне асфальтобетонне покриття. Відсутність досвіду роботи з цим типом споруд та поспіх у його виконанні були причинами невдач, які спостерігалися вже під час пробного наповнення водосховища в 1965 році. Остаточно дамба була наповнена в 1966-1967 роках.
Водосховище, витримало катастрофічну липневу повінь1997 року, проте було пошкоджене. Повна реконструкція споруди проходила з 1997 по 2000 рік.

## Електростанція
На об'єкті була встановлена турбіна Френсіса потужністю 0,05 МВт, а в 1994 році була встановлена додаткова турбіна поперечного потоку потужністю 0,09 МВт.